# Самборский опытно-экспериментальный машиностроительный завод
Самборский опытно-экспериментальный машиностроительный завод (укр. Самбірський дослідно-експериментальний машинобудівний завод) — предприятие в городе Самбор Львовской области Украины.

## История
Небольшой механический завод в городе Самбор Львовского воеводства Польской Республики был создан в 1920-е годы, в разные годы на нём работало от 15 до 30 работников.

### 1939 - 1991
26 сентября 1939 года в город вступили части РККА, на механическом заводе был избран рабочий комитет, в дальнейшем завод был национализирован. 
В ходе Великой Отечественной войны с 29 июня 1941 года до 7 августа 1944 года райцентр Самбор Самборского района Дрогобычской области УССР был оккупирован немецкими войсками. При отступлении гитлеровцы сожгли, разрушили и взорвали свыше 500 зданий и строений (в том числе, городскую электростанцию и промышленные предприятия). Общий убыток городскому хозяйству составил 10,7 млн. рублей, однако вскоре после освобождения города началось его восстановление.
В сентябре 1944 года начали работу Самборские межрайонные мастерские капитального ремонта (созданные на месте разрушенного гитлеровцами механического завода) и кирпичный завод, в начале ноября 1944 года дала первый ток городская электростанция, что обеспечило возможность ускорить восстановление города.
После окончания войны на базе мастерских был создан Самборский ремонтный завод, который затем был значительно расширен.
С 1960 года специализацией предприятия стало изготовление сельскохозяйственных машин. В 1960 году он освоил выпуск протравителей семян, в 1961 году - вентиляторов и автопоилок для цыплят, в 1963 году - колодезных водяных насосов. По состоянию на начало 1968 года продукция завода использовалась в СССР и экспортировалась в Индонезию, Сомали, Гану, на Кубу и другие страны.
С 1970-х годов до сентября 1991 года завод выпускал арочные и блочные теплицы.
В целом, в советское время завод входил в число крупнейших предприятий города.

### После 1991
После провозглашения независимости Украины завод перешёл в ведение министерства сельского хозяйства и продовольствия Украины. 
В условиях экономического кризиса, разрыва хозяйственных связей и сокращения государственных заказов в 1990-е годы положение предприятия осложнилось, но в это же время здесь было освоено производство новых видов продукции (в частности, в 1992 году началось изготовление автомобильных глушителей для автобусов ЛАЗ, легковых машин и грузовиков).
В мае 1995 года Кабинет министров Украины утвердил решение о приватизации завода. 22 августа 1996 года государственное предприятие было преобразовано в открытое акционерное общество, а в дальнейшем - реорганизовано в общество с ограниченной ответственностью.
В 2002 году завод освоил выпуск складных стремянок.
После банкротства и закрытия в 2015 году Львовского автобусного завода положение предприятия осложнилось (в связи с сокращением спроса на глушители и топливные баки к автобусам марки ЛАЗ, изготовление которых ранее освоил завод).

## Деятельность
Завод изготавливает технологическое оборудование для зерновых складов, глушители для легковых и грузовых автомашин, водонагреватели КСГ-25, строительные металлоконструкции и металлоизделия хозяйственно-бытового назначения.